# Домница (Јаши)
Домница (рум. Domnița) насеље је у Румунији у округу Јаши у општини Цибана. Oпштина се налази на надморској висини од 266 m.

## Становништво
Према подацима из 2002. године у насељу је живело 1341 становника, од којих су сви румунске националности.